# سوکی‌یاکی جانگوی غربی
سوکی‌یاکی جانگوی غربی (به ژاپنی: スキヤキ・ウエスタン ジャンゴ) یک فیلم ژاپنی انگلیسی‌زبان در سبک وسترن به کارگردانی تاکاشی میکه است که در سال ۲۰۰۷ منتشر شد.

## بازیگران
- کائوری موموئی
- یوشینو کیمورا
- شون اوگوری
- رنجی ایشیباشی
- کوئنتین تارانتینو
- ماسانوبو آندو
- یوتاکا ماتسوشیگه
- کویچی ساتو
- ترویوکی کاگاوا
- توشی‌یوکی نیشیدا
- یوسوکه ایسه‌یا
- ماساتو ساکای